# Пирогова Людмила Леонідівна
Людмила Леонідівна Пирогова (нар. 21 липня 1939, Москва, Російська РСР, СРСР — пом. 19 січня 2010, Москва, Росія) — радянська та російська актриса театру та кіно, заслужена артистка РРФСР (1991), актриса Малого театру.

## Життєпис
Народилася 21 липня 1939 року в Москві в артистичній родині. Її батьки були драматичними артистами (батько — Леонід Григорович Пирогов); дід — легендарний бас Григорій Пирогов.
У 5-річному віці дебютувала на сцені, школяркою виконала роль Оленки у виставі Театру імені Моссовєта «Чаша радості», брала участь у першому виконанні сюїти Сергія Прокоф'єва «Зимове вогнище», читаючи вірші Самуїла Маршака.
Закінчила театральне училище імені М. С. Щепкіна, Під час навчання встигла знятися в трьох фільмах, серед них «Доля барабанщика».
1 серпня 1960 року була зарахована до трупи Малого театру, служінню якому віддала майже півстоліття. За ці роки зіграла понад 30 ролей у спектаклях класичного та сучасного репертуару. Серед її робіт — Сашенька («Село Степанчиково та його мешканці» Федора Достоєвського), Сашко («Живий труп» Лева Толстого), Інна Голубєва («Колеги» Василя Аксьонова), Ліза («Лихо з розуму») Олександра Грибоєдова), Катя Одинцова («Батьки та діти») Івана Тургенєва), Даша («Світить, та не гріє») Олександра Островського). Яскравим успіхом актриси стала Марія Антонівна («Ревізор» Миколи Гоголя). У створеному Пироговій образі егоїзм, практичність і безглуздість провінційної панночки органічно поєднувалися зі щирістю та дитячою безпосередністю.
У 1976 р. актриса з великим успіхом зіграла Марію Антонівну у постановці МХАТу імені М. Горького.
Однією з найкращих робіт у творчій біографії Людмили Леонідівни стала Аксюша («Ліс» Олександра Островського) — цей образ став квінтесенцією кращих рис російського характеру. Створену Пироговою роль Варі («Вишневий сад») Антона Чехова) відрізняла сувора стриманість. Чіткий і красивий малюнок ролі створював характер, не позбавлений поезії та сили.
Для кожної зі своїх героїнь Людмила Пирогова знаходила індивідуальні, властиві лише їй риси. Серед створених нею ролей — Наречена (Розумні речі Самуїла Маршака), Славко («Доктор філософії» Б. Нушича), Соня («Дачники» М. Горького), Абігайль («Склянка води» Е. Скриба), Надя («Так і буде» К. Симонова), Марикита («Кам'яний господар» Л. Українки), Лєра («Літні прогулянки» О. Д. Салинського), Фібі («Людина, яка сміється» В. Гюго), Атаманша («Снігова королева» Є. Шварца).
Пішла з життя після тяжкої тривалої хвороби 19 січня 2010 року на 71-у році життя.

## Ролі у кіно
- 1962 — Вашингтонська історія (ТВ) — співробітниця Держдепартаменту
- 1974 — Батьки та діти (фільм-вистава) — Катя, сестра Анни Одинцової

### Озвучування мультфільмів
- 1951 — Друзі-товариші — старшокласниця
- 1967 — Казка про золотого півника — Шемаханська цариця[4]